# Jordi Küng i Samuel
Jordi Küng i Samuel   (Lausana, 1901 - Llíria, 9 d'agost de 1986) fou un esportista català d'origen suís que va fundar i presidir l'Associació Sallentina de Cultura Física (ASCF) el 1925. Va impulsar l'esport de la natació i el waterpolo. Va promoure la creació del Club Natació Sallent i la construcció de la piscina. De 1933 a 1936 aquest club va organitzar el torneig de waterpolo Jorge Küng. Des de 1979 té un carrer a Sallent que porta el seu nom.
Jordi Küng era fill de pare suís i mare italiana. Fuster mecànic d'ofici, va venir a Sallent com a tècnic per posar en funcionament unes màquines suïsses a les mines de potassa d'aquesta població. Es va casar el 1923 amb Ramona Ricart Cuadras, filla de la Fonda Ricart on s'havia allotjat. Va tenir dues filles i un fill. Va regentar el Bar Suís (posteriorment anomenat Bar Sport, Trencadís i ara El Trampolí), on es podia escoltar una de les primeres ràdios de la població. Està soterrat a Olocau (el Camp de Túria). En la làpida figura com a data de la seua mort la del 9 d'agost de 1986.

## Història de la natació a Sallent
El 1925, Jordi Küng, aleshores ja instal·lat a Sallent, va animar una colla d'amics a formar un equip de natació i waterpolo. Per practicar aquests esports no tenien altra opció que el riu Llobregat, davant de la Font Vella i sota els arcs del Pont del Batlle Otger. A Catalunya, l'esport del waterpolo només el practicaven en aquell temps al Club Natació Barcelona, on l'havien après dels mariners britànics que fondejaven al port.
A causa d'un accident -d'una persona aliena als esportistes-, es va prohibir nedar al riu. El 1926, els esportistes van aconseguir permís dels regants per utilitzar el dipòsit d'aigua dels Horts de Sant Antoni. En aquesta piscina improvisada van constituir-se com a Club Natació Sallent el 1928, en uns primers temps com a delegació del Club Natació Barcelona, i van rebre lliçons del seu entrenador, Enric Granados. En aquest espai ja disposaven de cordes amb suros i pilota reglamentària. Un costat feia gairebé dos metres més que l'altre, fet que aprofitaven els sallentins quan competien en natació amb altres clubs. Fins que ho descobrí un nedador del Club Natació Barcelona comprovant les mides amb el cinturó del barnús.
El 1930, la Junta del Club, presidida per Isidre Santanach, va proposar la construcció d'una piscina reglamentària i més a prop de la població. El 1932 es va crear la Comissió Pro-Piscina Nova. Es recolliren donatius en metàl·lic, la Generalitat va fer una aportació econòmica, Potasas Ibéricas S.A. va cedir els terrenys de l'antic camp de futbol de la Penya, i l'Ajuntament es va comprometre a subministrar l'aigua potable. Les obres van començar el 1935, any en què el Club s'independitzà del Club Natació Barcelona i s'afilià a la Federació Catalana de Natació. Directius, socis i nedadors van ajudar en l'excavació de la piscina, sota la direcció del mestre d'obres Joan Planas. El festival d'inauguració, preparat amb solemnitat per al dia 19 de juliol de 1936, es va haver de suspendre a causa de la sublevació militar a Espanya.
Més endavant, al voltant de la piscina, es va construir el frontó, el gimnàs, la piscina coberta (1971), una pista de tennis i totes les instal·lacions que encara gestiona l'Associació Sallentina de Cultura Física (ASCF).